# Salganea raggei
Salganea raggei är en kackerlacksart som beskrevs av Roth, L. M. 1979. Salganea raggei ingår i släktet Salganea och familjen jättekackerlackor.
Artens utbredningsområde är Thailand. Inga underarter finns listade i Catalogue of Life.